# Вокер (Ајова)
Вокер (енгл. Walker) град је у америчкој савезној држави Ајова. По попису становништва из 2010. у њему је живело 791 становника.

## Демографија
Према попису становништва из 2010. у граду је живело 791 становника, што је 41 (5,5%) становника више него 2000. године.
| Група             | 2000.       | 2010.       |
| Белци             | 740 (98,7%) | 771 (97,5%) |
| Афроамериканци    | 2 (0,3%)    | 2 (0,3%)    |
| Азијати           | 0 (0,0%)    | 0 (0,0%)    |
| Хиспаноамериканци | 0 (0,0%)    | 8 (1,0%)    |
| Укупно            | 750         | 791         |